# Massacre de Matchika
 (octobre 2021).
Le massacre de Matchika est survenu le 5 octobre 2021 lorsque 34 civils ont été assassinés lors d'une attaque contre le village de Matchka en République centrafricaine.

## Massacre
Le 15 octobre 2021 vers 12 h 0 un camion de 18 roues transportant des passagers et des marchandises a quitté la ville de Bambari pour Alindao. A 13 h 0, le camion a été arrêté par un groupe d'hommes armés. Ils ont forcé les passagers à descendre du bus et à se déshabiller. Ils les ont dépouillés de tous leurs biens et ont incendié un véhicule et deux motos avant d'ouvrir le feu sur des personnes, tuant des hommes, des femmes et des enfants. Après s'être retirés, des hommes armés ont tué trois motards avant de disparaître. Dans une vidéo partagée sur les réseaux sociaux, l'un des agresseurs criait "Allah Akbar" en imitant la langue arabe. Des coups de feu d'un côté ont également été entendus. Au 7 octobre 2021, le nombre de victimes est de 34 personnes.

### Responsabilité
Initialement, les rebelles de l'Unité pour la paix en Centrafrique (UPC) dirigés par Ali Darassa ont été blâmés pour le massacre. Selon RJDH-RCA, des combattants anti-balaka alliés à l'UPC ont également participé à l'attaque. Le 10 octobre, l'UPC a nié officiellement la responsabilité du massacre. Le 15 octobre, CorbeauNews a identifié le général Kiri comme responsable du massacre. Il appartient à la faction dissidente de l'UPC dirigée par Hassan Bouba.